# Dietyltryptamin
N,N-dietyltryptamin, eller N,N-dietyl-(2-indolyl-(3)-etyl)amin, förkortat DET, är en psykedelisk drog med effekter liknande den kemiskt snarlika DMT. DMT är metylanalogen av DET.
DET är narkotikaklassat och ingår i förteckning P I i 1971 års psykotropkonvention, samt i förteckning I i Sverige.